# 210-219
De jaren 210-219 (van de christelijke jaartelling) zijn een decennium in de 3e eeuw.

## Belangrijke gebeurtenissen

### Romeinse Rijk

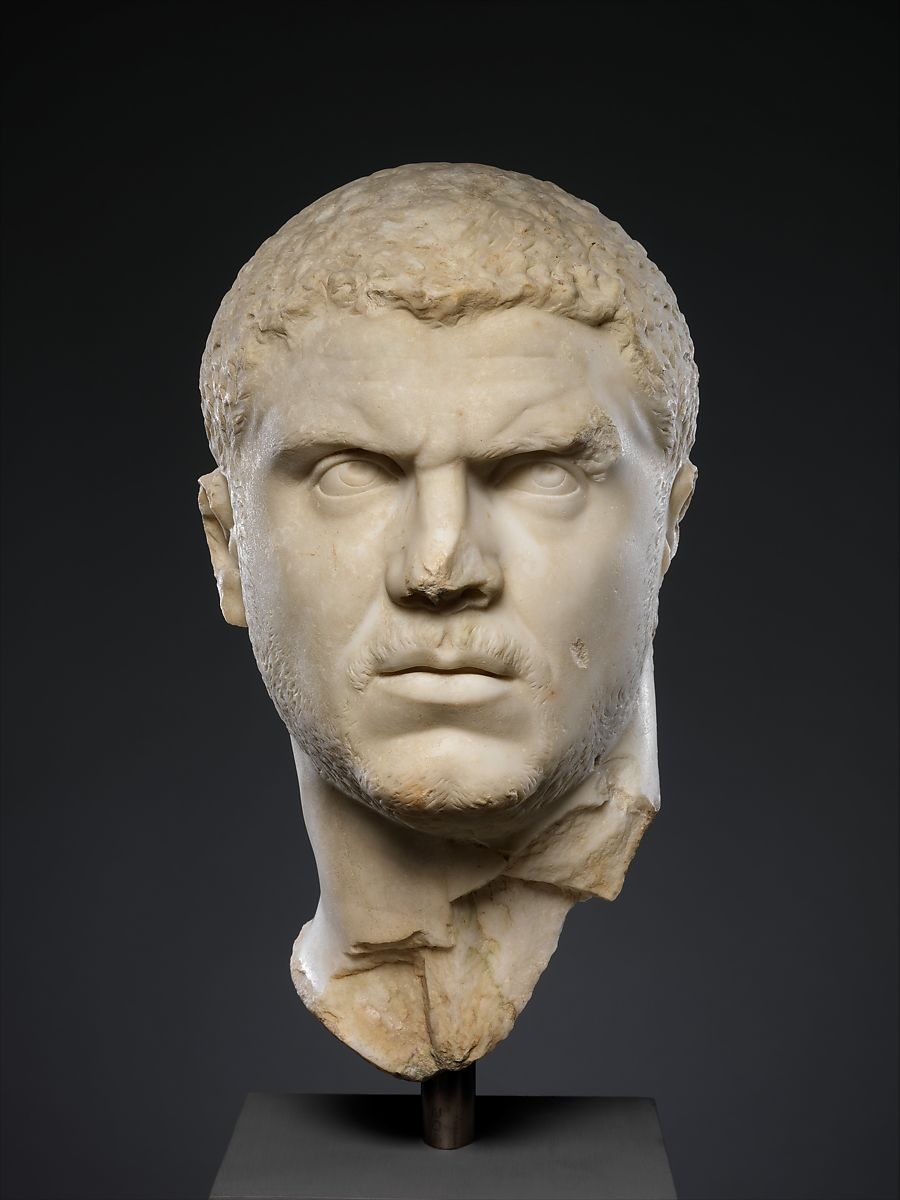
Buste van keizer Caracalla

- 211 : Keizer Septimius Severus sterft en wordt opgevolgd door zijn twee zonen Caracalla en Geta
- 19 december 211 : Caracalla vermoordt zijn broer Geta en wordt alleenheerser.
- 212 : De Constitutio Antoniniana wordt van kracht, alle vrije burgers in de provincies krijgen het Romeinse burgerrecht.
- 213 : De Alemannen, een verbond van Germaanse volkeren, worden tegengehouden aan de Romeinse grens.
- 214 : Einde van het koninkrijk Osroene, de streek wordt een Romeinse provincie.
- 215 : Caracalla's Romeinse troepen richten een massaslachting aan onder de bevolking van Alexandrië en Egypte. Daarbij worden tientallen duizenden ongewapende burgers om het leven gebracht.
- 215 : Caracalla dreigt Parthië binnen te vallen. Vologases VI weet dit op het laatste moment te voorkomen.
- 216 : Caracalla valt alsnog Parthië binnen.
- 217 : Caracalla wordt vermoord.
- 8 april 217 : Macrinus wordt tot keizer van Rome uitgeroepen. Hij is daarmee de eerste niet-senator die keizer wordt.
- 218 : Keizer Macrinus wordt vermoord en opgevolgd door de veertienjarige Elagabalus, een neef van Caracalla.

### Midden-Oosten
- In 216 vraagt de Romeinse keizer

Caracalla om de hand van de Partische koning Artabanus' dochter. Als Caracalla en Artabanus elkaar ontmoeten voor de bruiloft, en Artabanus en zijn mannen vanwege de feestelijke gelegenheid ongewapend zijn, laat Caracalla zijn troepen de Parthische delegatie overvallen. Veel Parthen
worden gedood. Artabanus weet slechts met moeite te ontsnappen.
- Caracalla verovert delen van Parthië, maar wordt in 217 door zijn eigen officieren vermoord. Daarop verschijnt Artabanus met zijn leger, vastbesloten wraak

te nemen voor de slag die Caracalla hem heeft toegebracht. In de Slag bij Nisibis brengt Artabanus de Romeinse troepen een zware nederlaag toe. Uiteindelijk weet keizer Macrinus Artabanus tot een vredesovereenkomst te bewegen, waarbij de Romeinen alle krijgsgevangenen en alle geplunderde goederen moeten teruggeven die zij uit
Parthië hadden meegenomen. Vervolgens verlaten de Romeinen Parthië.

## Kunst en Cultuur

### Architectuur
- Thermen van Caracalla

## Belangrijke personen

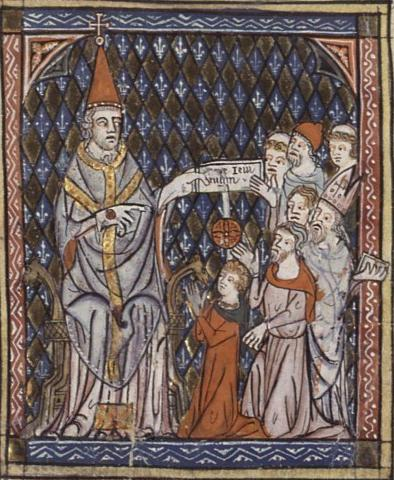
Paus Calixtus I

- Cao Cao, koning van Cao Wei
- Caracalla
- Paus Calixtus I

<< · 210 · 211 · 212 · 213 · 214 · 215 · 216 · 217 · 218 · 219 · >>
<< · 200-209 · 210-219 · 220-229 · 230-239 · 240-249 · 250-259 · 260-269 · 270-279 · 280-289 · 290-299 · >>